# Bildkompression
Bildkompression omfattar metoder för att komprimera i huvudsak två-dimensionella digitala bilder i syfte att minska datavolymen för lagring och/eller överföring. Möjligheten att komprimera bildinformation baseras på olika former av redundans, vanligen talar man om dataredundans och perceptuell redundans. Beroende på den redundans som utnyttjas samt kraven på bilderna efter dekompression talar man också om felfri kompression eller degraderande kompression. Med felfri kompression kan originaldata rekonstrueras fullständigt, medan degraderande kompression endast gör det möjligt att rekonstruera en (vanligen) perceptuellt liknande bild.
Felfria kompressionsmetoder utnyttjar sig av dataredundans och används för binära bilder, vissa former av artificiella bilder som ritningar och grafiska symboler samt för värdefull bildinformation som exempelvis medicinska bilder där man av diagnossyfte inte kan tillåta sig några kompressionsfel vid restaureringen. 
De vanligast använda felfria kompressionsmetoderna är:
- Skurlängdskodning (run-length-kodning) används i JBIG-formatet för binära bilder i exempelvis fax-maskiner.
- Entropikodning exempelvis Huffmankodning där vanligt förekommande tecken får kortare kod än sparsamt förekommande symboler.
- Adaptiva ordboksalgoritmer som exempelvis LZW-kodning (används i GIF-, TIFF- och PNG-formaten).

Degraderande kompressionsmetoder använder sig av perceptuell redundans baserat på att människans synsystem har varierande möjlighet att uppfatta olika former av distorsioner i bilder. De mest förekommande metoderna är:
- Transformkodning är den vanligaste klassen och är baserat på olika former av linjära transformationer av bilddata, vanligast i form av lokala fouriertransformer (diskret cosinustransform) eller vågelementmetoder. Efter transformationen vidtar vanligtvis kvantisering följt av felfri entropikodning.
- Subsampling av data, vanligen kan man tillåta grövre sampling av kromatisk information än intensitetsinformation.
- Reduktion av färgrymden ofta i form av look-up-tabeller följt av rastrering.

Det vanligt använda JPEG-formatet för stillbilder baseras på lokala DCT-transformer i rektangulära block av storleken 8 × 8 eller 16 × 16 pixlar. JPEG 2000-standarden för stillbilder baseras istället på vågelement (wavelets) och medför högre bildkompression med mindre synliga blockeffekter än det vanliga JPEG-formatet. MJPEG-formatet är ett enkelt format för video där de enskilda bilderna komprimeras med JPEG utan någon form av rörelsekorrektion. MPEG-1-formatet för rörliga bilder upp till 1.5 Mbit/s med vhs-kvalitet omfattar DCT-kompression av vissa enskilda bilder kombinerat med rörelsekorrektioner för mellanliggande bilder. MPEG-2-formatet är avsett för bl.a. digital-tv (inkluderande dvd och HDTV) och baseras också på DCT-komprimering med rörelsekorrektion av mellanliggande bilder, men tillåter skalbarhet för fler och högre datahastigheter, ursprungligen upp till cirka 5 Mbit/s men senare pressat ända upp till 20 Mbit/s. Även MPEG-4-standarden är avsedd för digital-tv och men medger en högre flexibilitet där kodade data kan hanteras som objekt för att medge effektivare komprimering, andra grafiska vyer kan presenteras och kodning kan göras för ett bredare spann av datahastigheter (från 5 kbit/s till 30 Mbit/s). 